# Constans Seyfarth
Constans Seyfarth (* 9. Februar 1941 in Kiel) ist ein deutscher Soziologe und Hochschullehrer.

## Leben
Nach seiner Reifeprüfung am Wittelsbacher-Gymnasium in München (1960) studierte Constans Seyfarth vom Wintersemester 1960/61 zunächst zwei Semester Mathematik, seit dem Wintersemester 1961/62 dann Soziologie, Philosophie und Psychologie n der Universität München. Das Studienjahr 1963/64 verbrachte er an der Universität Hamburg. Im Jahre 1969 promovierte er im Fach Soziologie bei Karl Martin Bolte. Es folgte die Tätigkeit als wissenschaftlicher Assistent bzw. Dozent an den Universitäten München und Frankfurt/M., in Frankfurt habilitierte er sich 1980 und übernahm dann 1981 eine Professur für Soziologie an der Eberhard-Karls-Universität Tübingen.
Schwerpunkt seiner Forschungen ist vor allem die Historische Soziologie, besonders das Werk Max Webers.

## Veröffentlichungen (Auswahl)
- Zur Logik der Leistungsgesellschaft. Grundlagen der Kritik der gesellschaftlichen Geltung von Leistung. Dissertation Universität München 1969.
- (Hrsg., mit Walter M. Sprondel): Seminar: Religion und gesellschaftliche Entwicklung. Studien zur Protestantismus-Kapitalismus-These Max Webers. Suhrkamp, Frankfurt/M. 1973, ISBN 3-518-27638-7.
- (mit Gert Schmidt): Max-Weber-Bibliographie. Eine Dokumentation der Sekundärliteratur. Enke, Stuttgart 1977, ISBN 3-432-89191-1 (2. Aufl. 1982).
- Struktur und Reichweite „handlungstheorietischer“ Ansätze. Das Beispiel Max Webers. In: Karl Martin Bolte (Hrsg.): Materialien aus der soziologischen Forschung (= Verhandlungen des Deutschen Soziologentages, Bd. 18). Deutsche Gesellschaft für Soziologie, München 1978, S. 1100–1127.
- Zur Grundlegung eines nicht-restriktiven Vergleichs soziologischer Theorien. In: Karl-Otto Hondrich/Joachim Matthes (Hrsg.): Theorienvergleich in den Sozialwissenschaften (= Soziologische Texte, N.F., Bd. 108). Luchterhand, Darmstadt 1978, S. 285–313, ISBN 3-472-75108-8.
- Alltag und Charisma bei Max Weber. Eine Studie zur Grundlegung der "verstehenden" Soziologie". In: Walter M. Sprondel (Hrsg.): Alfred Schütz und die Idee des Alltags in den Sozialwissenschaften. Enke, Stuttgart 1979, S. 155–177, ISBN 3-432-89961-0.
- (Übers.): Alvin W. Gouldner / Die Intelligenz als neue Klasse. Sechzehn Thesen zur Zukunft der Intellektuellen und der technischen Intelligenz. Campus, Frankfurt/M. 1980, ISBN 3-593-32631-0.
- (Hrsg., mit Walter M. Sprondel): Max Weber und die Rationalisierung sozialen Handelns. Enke, Stuttgart 1981, ISBN 3-432-91651-5.
- Zur westdeutschen Diskussion der Religionssoziologie Max Webers seit den sechziger Jahren. In: Karl-Fritz Daiber (Hrsg.): Religion in den Gegenwartsströmungen der deutschen Soziologie. Kaiser, München 1983, S. 18–37, ISBN 3-459-01513-6.
- Wertwandel und gesellschaftliche Rationalisierung. Eine theoretische Diskussion aktueller Trendaussagen. In: Heinz Otto Luthe (Hrsg.): Wertwandel – Faktum oder Fiktion? Bestandsaufnahmen und Diagnosen aus kultursoziologischer Sicht. Campus, Frankfurt/M. 1988, S. 163–192, ISBN 3-593-34037-2.
- Über Max Webers Beitrag zur Theorie professionellen beruflichen Handelns, zugleich eine Vorstudie zum Verständnis seiner Soziologie als Praxis. In: Johannes Weiß (Hrsg.): Max Weber heute. Erträge und Probleme der Forschung. Suhrkamp, Frankfurt/M. 1989, S. 371–406, ISBN 3-518-28311-1.
- Der Tod als Thema bei Max Weber. In: Klaus Feldmann (Hrsg.): Der Tod ist ein Problem der Lebenden. Beiträge zur Soziologie des Todes. Suhrkamp, Frankfurt/M. 1995, S. 96–119, ISBN 3-518-28814-8.
- „Ein Gespenst geht um in unserem Leben“. Max Webers Konzeption des modernen Berufsmenschentums. In: Roland Burkholz (Hrsg.): Materialität des Geistes. Zur Sache Kultur – im Diskurs mit Ulrich Oevermann. Velbrück, Weilerswist 2001, S. 163–184, ISBN 3-934730-46-9.
- Ein Modellbeispiel typologisch verfahrender historischer Soziologie. David Riesman's „Die einsame Masse“. In: Sociologia internationalis, Bd. 39 (2001), S. 173–189.
- Max Webers Leben und Werk zwischen Geschichte und Soziologie. In: Karl-Siegbert Rehberg (Hrsg.): Die Natur der Gesellschaft. Teilbd. 2. Campus, Frankfurt/M. 2008, S. 1293–1299, ISBN 978-3-593-38440-5.